# Drosophila lamellitarsis
Drosophila lamellitarsis este o specie de muște din genul Drosophila, familia Drosophilidae, descrisă de Oswald Duda în anul 1936. Conform Catalogue of Life specia Drosophila lamellitarsis nu are subspecii cunoscute.